# Polly of the Follies
Polly of the Follies è un film muto del 1922 diretto da John Emerson.

## Trama
A Long Island, la signora Jones aspira a salire nella scala sociale pianificando il matrimonio tra suo figlio Bob e la ricca Alysia Potter. A un ricevimento, i due fidanzati, ubriachi, decidono di scappare per andare a sposarsi a Bowling Green, nel Connecticut, dove Silas Meacham ha iniziato una campagna contro i film. Mentre stanno aspettando il giudice di pace, Bob e Alysia vedono Polly Meacham che si esibisce a teatro.
Nella cittadina, arrivano anche i genitori di Bob, i signori Jones, insieme alla sorella Hattie e al padre di Alysia, il signor Potter che vogliono tutti insieme convincere i due ragazzi ad aspettare ancora qualche mese prima di sposarsi.

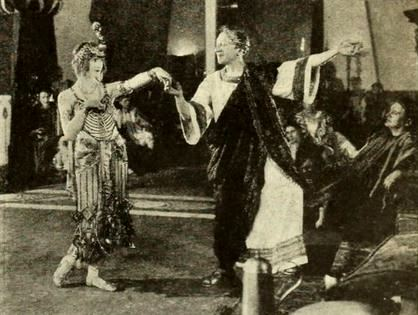
Constance Talmadge (Polly)

Dietro consiglio di Bob, Polly si reca a New York a cercare lavoro. Lo trova alle Ziegfeld Follies, ma il suo debutto è rovinato perché, al momento di andare in scena, viene presa dal panico del palcoscenico. La sostituisce Alysia che ottiene un grande successo. La ragazza decide così di continuare nella carriera teatrale, lasciando libero Bob, che si è accorto di amare Polly, di sposarsi con lei.

## Produzione
Il film fu prodotto dalla Constance Talmadge Film Company con il titolo di lavorazione Good for Nothing

## Distribuzione
Distribuito dalla Associated First National Pictures, il film - presentato da Joseph M. Schenck - uscì nelle sale cinematografiche USA il 30 gennaio 1922. Il film è presumibilmente perduto.